# Berce de Perse
Heracleum persicum
Espèce
Synonymes
- Heracleum glabrescens Boiss. & Hohen.[1]

La Berce de Perse (Heracleum persicum) est une espèce de plantes à fleurs de la famille des Apiaceae. C'est une plante herbacée originaire de Turquie, d’Irak et d’Iran,,.

## Systématique
L'espèce Heracleum persicum a été mentionnée pour la première fois en 1829 par le botaniste français René Louiche Desfontaines (1750-1833).

## Description

### Appareil végétatif
La Berce de Perse est une plante herbacée vivace haute de 150 à 200 cm. La tige très ramifiée est velue, rouge-marron à la base, jusqu'à 50 mm d'épaisseur, creuse, à nœuds présentant des ramifications.

### Appareil reproducteur
Les fruits sont des schizocarpe en deux parties.

## Phototoxicité
Comme les autres berces et beaucoup d'espèces de la famille des Apiacées, la Berce de Perse produit des furocoumarines (psoralène et ses dérivés bergaptène et xanthotoxine), présentes dans la sève. Ces substances sont photosensibilisantes : la réaction se déclenche seulement lorsque la peau imprégnée est exposée à la lumière, notamment aux rayonnements solaires. Si l'on n'expose pas à la lumière la zone touchée pendant plusieurs jours, la réaction ne se déclenche pas. Elle provoque des inflammations et des brûlures de la peau. Les cloques provoquées peuvent atteindre la taille d'une pomme de terre. Les séquelles n'apparaissent qu'après plusieurs heures et peuvent dans certains cas laisser des traces qui persistent des années.
Un simple contact avec la plante intacte n'est pas dommageable. C’est l'imprégnation de la peau par la sève claire et aqueuse, présente dans les fruits, les feuilles ou les tiges, survenant dès lors que la plante est blessée, coupée ou froissée, qu'il faut éviter.
En dehors de leur phototoxicité au niveau cutané, les furocoumarines ne sont pas particulièrement toxiques pour l'homme à l'ingestion. De nombreuses plantes cultivées, dont des fruits et légumes très courants, en contiennent d'ailleurs aussi en quantités plus ou moins importantes (chez les Apiacées cultivées, en particulier le panais et le céleri, mais aussi la carotte, le persil et le fenouil, ainsi que chez les Rutacées, dont tous les agrumes et la rue, et dans d'autres familles tel le figuier chez les Moracées, etc.) et ces plantes ont parfois une sève tout aussi phototoxique.

## Espèce envahissante
La Berce de Perse est considérée comme une plante invasive. Elle peut développer rapidement des peuplements denses et élimine les espèces indigènes par production de composés chimiques allélopathiques. Depuis 2016, elle est inscrite dans la liste des espèces exotiques envahissantes préoccupantes pour l’Union européenne. Cela signifie qu'elle ne peut plus être importée, cultivée, commercialisée, plantée, ou libérée intentionnellement dans la nature.
La Berce de Perse peut s’hybrider avec la Berce sphondyle, ce qui pourrait causer l'extinction de la Berce sphondyle.

## Utilisations

### Médicales
La Berce de Perse peut être utilisée pour traiter des flatulences, des douleurs d'estomac, des convulsions, la polyarthrite rhumatoïde, la maladie du greffon contre l’hôte et la septicémie. Elle est bénéfique pour le système immunitaire et elle peut être utilisée pour aider à combattre le cancer. Elle possède des propriétés anti-inflammatoires, antibactériennes, antimicrobiennes, antioxydantes et immunomodulatrices.

### Alimentaires
La Berce de Perse est une source de protéines et de glucides, elle est également une bonne source de vitamines A, C et K.